# Carol Welsman
Carol Welsman (* 29. September 1960 in Toronto) ist eine kanadische Jazzsängerin und Pianistin. Sie ist die Gründerin des Musiklabels Welcar Music und ist als Komponistin auch für andere Künstler tätig.

## Künstlerische Laufbahn
Carol Welsman besuchte von 1980 bis 1981 das Berklee College of Music in Boston mit dem Hauptfach Klavierspiel. In Frankreich. ließ sie sich von der Jazzsängerin Christiane Legrand in Gesang ausbilden. Nach ihrer Rückkehr nach Toronto (1990) unterrichtete sie Jazz an der University of Toronto, gab Privatunterricht und gründete ein Vokalensemble für Jazzimprovisation. Darüber hinaus gründete sie das Plattenlabel Welcar Music und nahm dort 1995 ihr Album Lucky to be me auf.
Etwa zeitgleich begann sie an kanadischen und US-amerikanischen Colleges und Universitäten zu unterrichten. Neben einer Reihe von Jazzstandards schuf Welsman auch Eigenkomposition, wie „This Lullaby“. Diesen Song präsentierte sie in einer Sendung der Larry-King-Show, die anlässlich der Terroranschlägen am 11. September 2001 ausgestrahlt wurde.
“This Lullaby” wurde 2004 als Coverversion von Céline Dion auf ihrer CD Miracle unter dem Titel „Baby, Close Your Eyes“ gesungen.
Welsman schrieb auch Songtexte für mehrere Sänger und Sängerinnen, wie Ray Charles, und Nicole Scherzinger von den Pussycat Dolls. Zusammen mit Herbie Hancock moderierte sie im Jahr 2000 die Billboard Jazz Awards. Ihre CD von 2009 “I Like Men” - Reflections of Miss Peggy Lee, wurde in USA Today unter die Top-5-Alben des Jahres 2009 gewählt.
2010 trat sie in Marian McPartlands Piano Jazz Radiosendung auf.

## Familie und Privates
Carol Welsman ist die Enkelin des Komponisten und Dirigenten Frank Welsman. Carols Vater war ein großer Jazzfan, so dass sie und ihr Bruder John, der später Komponist wurde, schon früh mit Jazz in Berührung kamen. Mit zehn Jahren begann Carol selbst Gitarre zu spielen und begleitete ihren Vater auf Jazzkonzerte, seid sie 122 Jahre alt war. Dabei entwickelte sie eine Vorliebe fü Künstler wie Peggy Lee, Frank Sinatra und Mel Tormé, was später ihren eigenen Stil beeinflusste.
Ihr Muttersprache Englisch verwendet Carol Welsmans zwar für die meisten ihrer Songs; sie singt und unterrichtet aber auch auf Französisch und singt mehrere Songs auf Portugiesisch.

## Diskografie

### Eigene Alben
Weitere Details zu den einzelnen Veröffentlichungen auf Discogs.
- 1987: Just Imagination (Columbia Records)
- 1995: Lucky to Be Me (Welcar Music)
- 1997: Inclined (Welcar Music)
- 1999: Swing Ladies, Swing - A Tribute to Singers of the Swing Era (Welcar Music)
- 2001: Hold Me (BMG Music Canada)
- 2003: The Language of Love (produziert von Oscar Castro-Neves, Savoy)
- 2005: What'cha Got Cookin (Ludlow Music, Columbia Records, Japan)
- 2007: Carol Welsman (Justin Time Records, International Release)
- 2008: Memories of You - A tribute to Benny Goodman, mit dem Klarinettisten Ken Peplowski (Japan Release - Muzak Records/Welcar Music)
- 2009: I like Men – Reflections of Miss Peggy Lee (produziert von Jimmy Branly und Carol Welsman, Welcar Music)
- 2012: Journey (produziert von Pierre Coté & Jimmy Branly)
- 2017: For You (Welcar Music)
- 2019: Carol Welsman featuring Nicki Parrott – This Is Carol - Jazz Beauties  (Muzak)
- 2020: Dance With Me (Justin Time)

### Mitwirkung (Auswahl)
- 2009: Bande Originale du film L'enfance de l'Art - Film Soundtrack by Romano Musumarra (GM.Musipro) (drei Songs)
- 2012: Night And Day; Peter Appleyard – Sophisticated Ladies (Linus Entertainment)
- 2020: The Christmas Song; Various – Justin Time For Christmas Six (Justin Time)